# 石ノ森萬画館
石ノ森萬画館（いしのもりまんがかん）は、日本・宮城県石巻市中瀬に立地する、宮城県出身の漫画家・石ノ森章太郎の記念館（マンガミュージアム）である。英表記はIshinomori Manga Museum。
石ノ森作品の原画などを所蔵、展示する。
2001年7月23日開館。2011年3月11日に発生した東日本大震災の影響による長期休館を経て、2012年11月17日に再開館。
「萬画（まんが）」とは、1989年に石ノ森が提唱した「マンガ」の新たな呼称である。

## 沿革

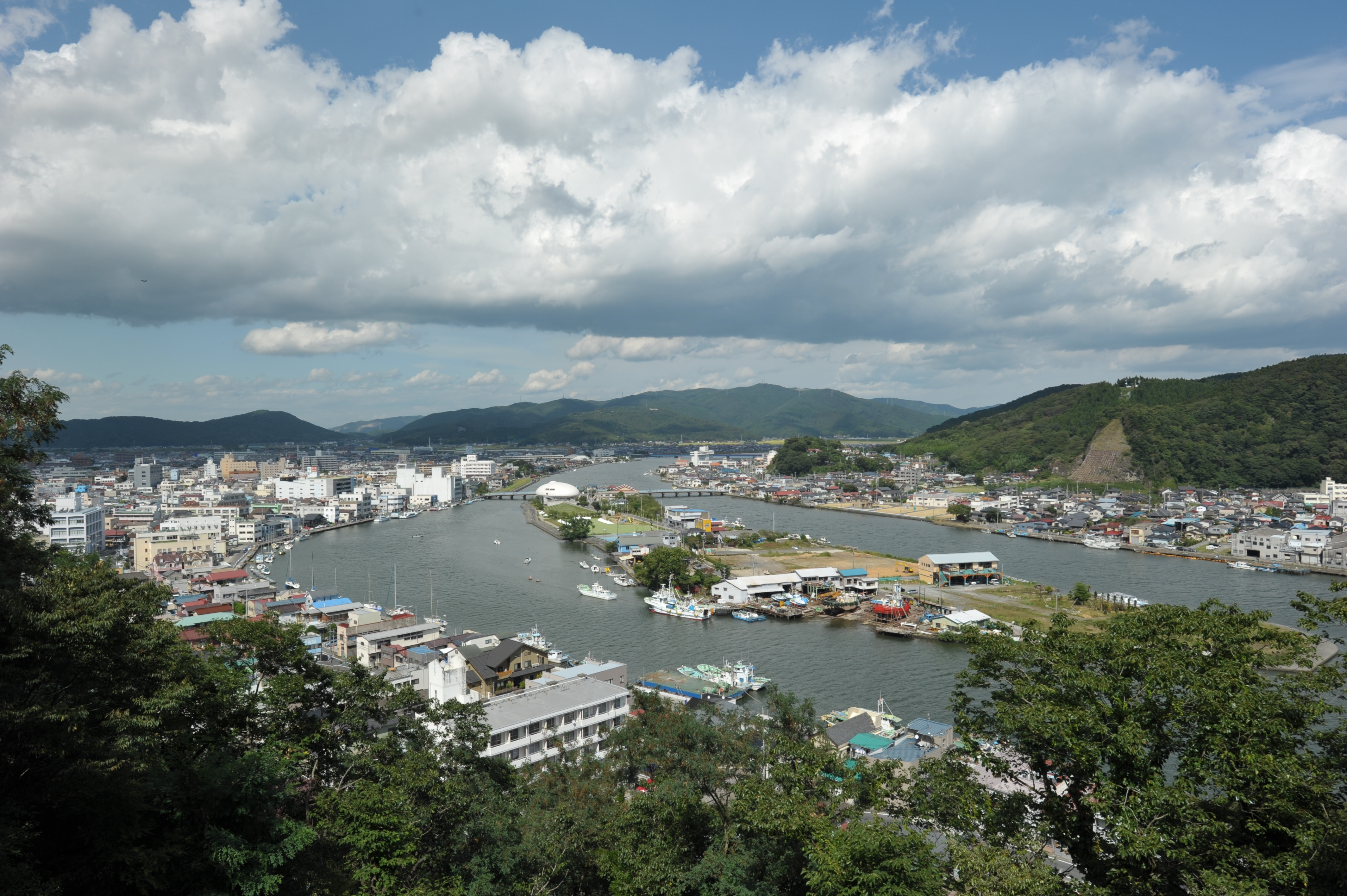
日和山から見た宮城県石巻市中瀬（中州）。石ノ森はこの地形がマンハッタン島に似ていると感じたことから、「マンガッタン島」と愛称を命名した。

宮城県登米郡石森町で生まれ育った石ノ森章太郎（本名：小野寺 章太郎）は、中高生時代、自転車で2 - 3時間かけて同県石巻市中瀬の映画館「岡田劇場」へ通った。このことから、石ノ森は同市を第2の故郷としていた。
1995年、当時の石巻市長であった菅原康平は石ノ森と会談し、「マンガによる町おこし」の協力を要請する。翌1996年、石巻市は「石巻マンガランド基本構想」を策定した。
1998年、石ノ森死去。
2001年、石ノ森萬画館を運営受託する第三セクタータウンマネージメント機関「株式会社街づくりまんぼう」を設立する。同年7月23日、石ノ森作品の原画などを所蔵、展示する施設として石ノ森萬画館開館。先述の岡田劇場の近くに建設された。
初代館長に漫画家の水島新司が就任する。水島は2003年まで館長を務め、同年、2代目館長に同じく漫画家の矢口高雄が就任した。現在の館長は石森プロの社長でもある小野寺章が就任している。（※尚、館長は名誉職扱いで、非常勤となっている。）
2010年11月23日、来館者数200万人を突破する。
2011年3月、東日本大震災の被害を受け休館。同月31日をもって大半の職員が解雇となる。
その後、下記「東日本大震災の影響」に記した経緯を経て、2012年11月17日に再開館した。
2013年2月12日から同年3月22日までの間、館内展示をリニューアルするため再び休館し、同年3月23日に完全再開館。
2020年3月から5月の間、新型コロナウイルス拡大に伴う緊急事態宣言のため、臨時休館。同年6月より再開。
2021年7月、開館20周年を迎えた。

## 館内

### 1階

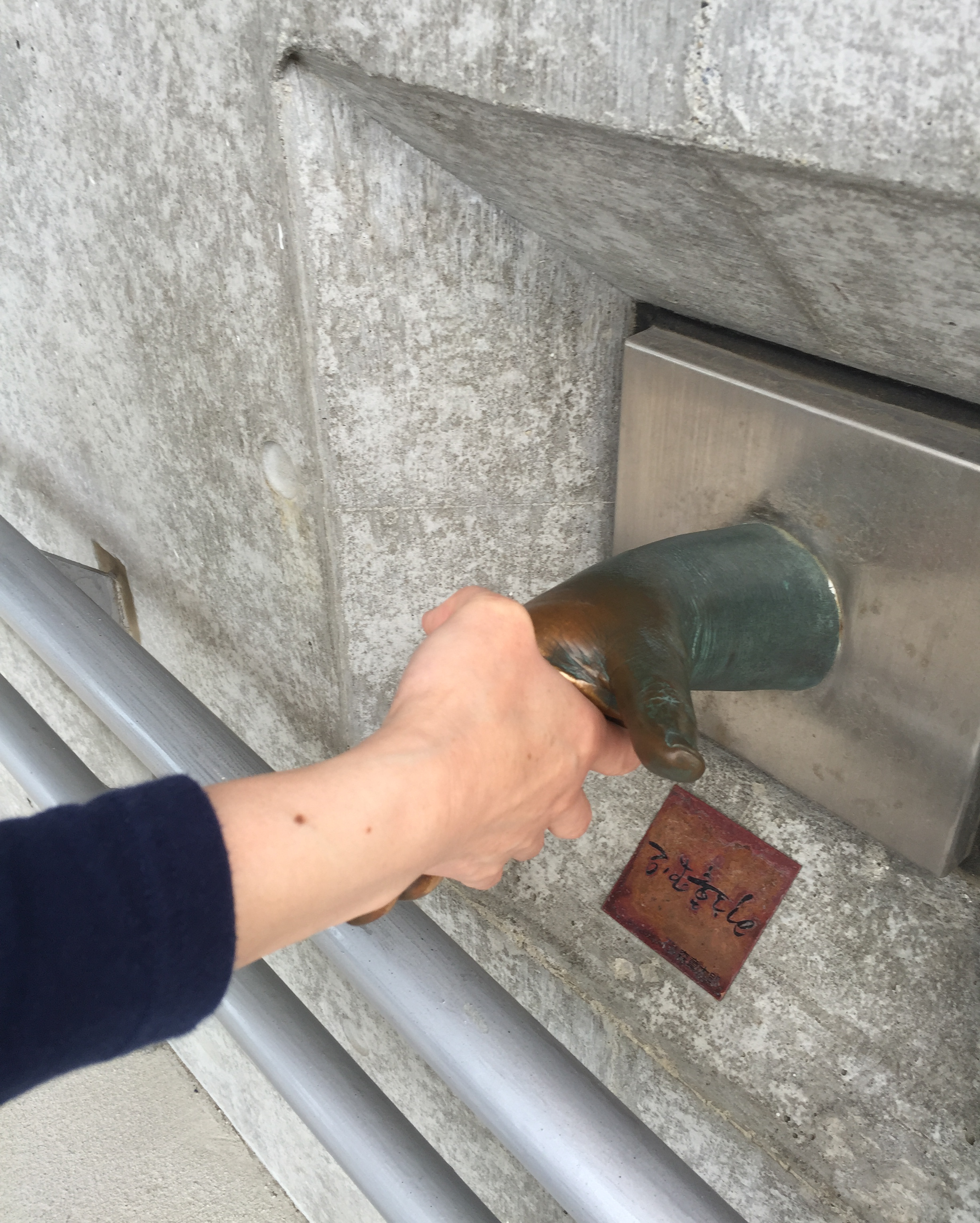
石ノ森章太郎の手のブロンズ像

#### 正面入口
壁面には漫画家の手形プレート「アプローチウォール」、石ノ森の原寸大の手のブロンズ像がある。
この石ノ森の「手」は2011年に発生した東日本大震災の大津波襲来時に汚泥や瓦礫にさらされながらも奇跡的にキズ一つ付かなかった。 アプローチウォール上部にはサイボーグ002、人工芝場にはシージェッター海斗、ロボコンとガンツ先生のモニュメントや壁面にはサイボーグ009の巨大な陶板も設置されている。
営業時間中（9:00 - 17:00）の毎時0分には「萬画仕掛け時計」が下りてくる。
2016年11月より、『仮面ライダードライブ』に登場するトライドロンの撮影用実車が入口前に展示されている。なお、同車両は2021年5月に仮面ライダー生誕50周年イベント「仮面ライダーEXPO」に出展するため、東映太秦映画村へ輸送されており、現在は同場所に『サイクロン号に乗った仮面ライダー』が展示されている。

#### 映像ホール
石ノ森作品のオリジナルアニメ『龍神沼』、『消えた赤ずきんちゃん』、実写版『シージェッター海斗 特別編』を上映する。
2022年7月からは短編ムービー『変わるまち、変われるまち、石巻。feat.ジュン』（※映文連アワード2022最優秀賞受賞作品）も常設上映を開始する。

#### グッズショップ「墨汁一滴」
石ノ森萬画館のオリジナルグッズなどを販売するミュージアムショップ。

### 2階
2階には有料ゾーンとなっており、石ノ森の作品が楽しめる常設展示室と年3 - 4回入れ替えが行われる企画展示室がある。

#### 常設展示室
石ノ森作品の世界を立体的に再現したコーナーや、「仮面ライダーに変身」や「サイクロン号に乗る」などのアトラクションコーナー、原画コーナーなどがある。

#### 企画展示室（有料ゾーン）
石ノ森関連の作品やマンガ・アニメをキーワードにした特別企画展コーナー。

### 3階
図書ライブラリー
石ノ森作品の本など常時5000冊以上のマンガを収蔵する。入場は無料。
マルチメディア工房
アニメーション制作を体験するコーナー。
「展望喫茶 BLUE ZONE」
喫茶コーナー。

## 利用案内
所在地
宮城県石巻市中瀬2番7号
アクセス
石巻駅から約1km。徒歩約12分、車では約5分、タクシー料金は600円ほど。
入館料
大人900円（750円）
中高生600円（500円）
小学生250円（200円）
1階および3階は入場料無料
※（　）内は団体（20名以上）の料金
開館時間
9時 - 17時（※最終入館16時半）
※12/31のみ15時閉館
休館日
火曜日
ゴールデンウィーク期間の4/29 - 5/5、夏休み期間の7/21 - 8/24、冬休み期間の12/24 - 1/7、春休み期間の3/25 - 4/7は開館。 ※休館日が休日になる場合は翌営業日が休館日。

## 萬画の国
石巻市は「萬画の国」をスローガンに掲げ、石ノ森萬画館のほか、以下のように「萬画による街おこし」を行っている。

### 石巻マンガロード

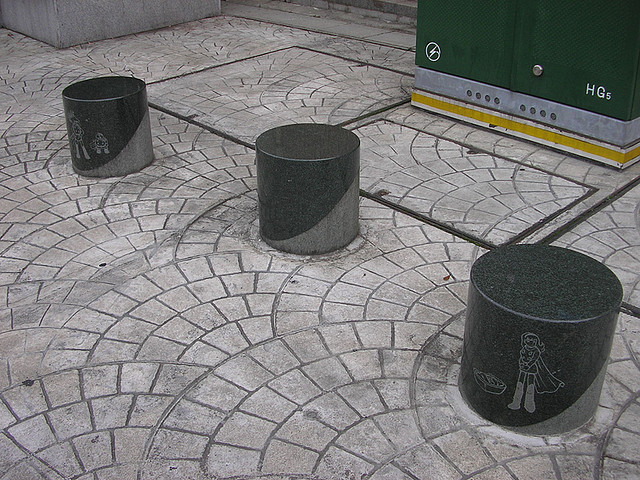
マンガベンチ

石巻駅から石ノ森萬画館への道「石巻マンガロード」では、『仮面ライダー』、『サイボーグ009』、『人造人間キカイダー』『秘密戦隊ゴレンジャー』など石ノ森作品のキャラクターのFRP（繊維強化プラスチック製）モニュメント、ブロンズ像、石造りのベンチ、モニュメント付きの郵便ポストなどを設置している。

### マンガッタンライナー

#### 仙石線マンガッタンライナー（運行中）
石巻市と東日本旅客鉄道の共同事業により、仙石線では2003年から、石ノ森作品のキャラクターが描かれた205系電車（ラッピング車両）、「マンガッタンライナーI」を運行している。
2008年からは4両編成の「マンガッタンライナーII」の運行を開始した。4両の車両はそれぞれ「サイボーグ009列車」、「時代劇列車」、「コメディー列車」、「ヒーロー列車」と名付けられている。描かれているキャラクターは以下の通り。
| 車両              | キャラクター |
| ----------------- | --- |
| サイボーグ009列車 | ゼロゼロナンバーサイボーグ                                                                                          |
| 時代劇列車        | - 『佐武と市捕物控』 - 『さんだらぼっち』 - 『化粧師』                                                              |
| コメディー列車    | - ロボコン - 星の子チョビン - さるとびエッちゃん など                                                               |
| ヒーロー列車      | - 仮面ライダー - アカレンジャー - 変身忍者 嵐 - シージェッター海斗 - イナズマン - ロボット刑事 - 人造人間キカイダー |

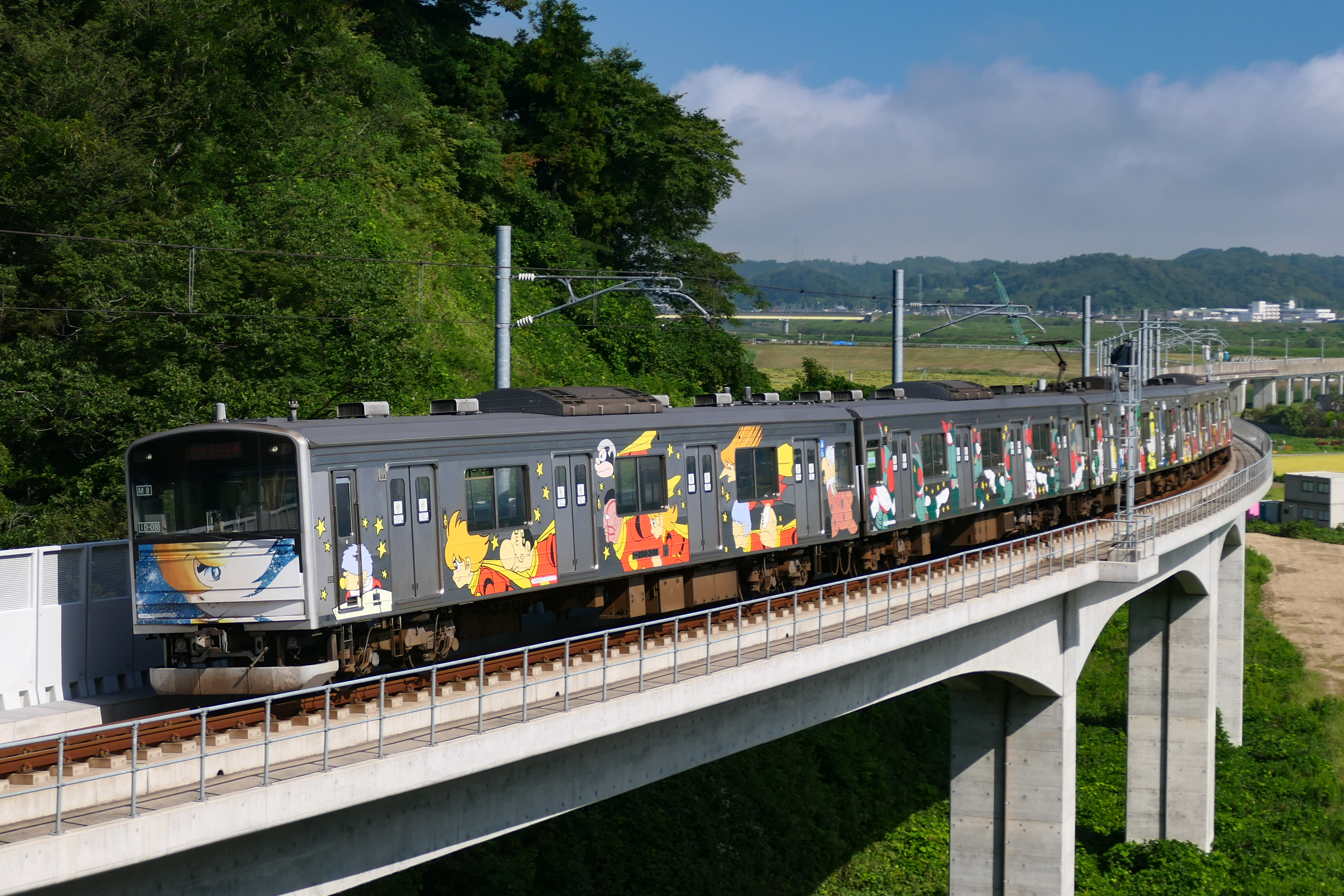
マンガッタンライナーI（仙石線）
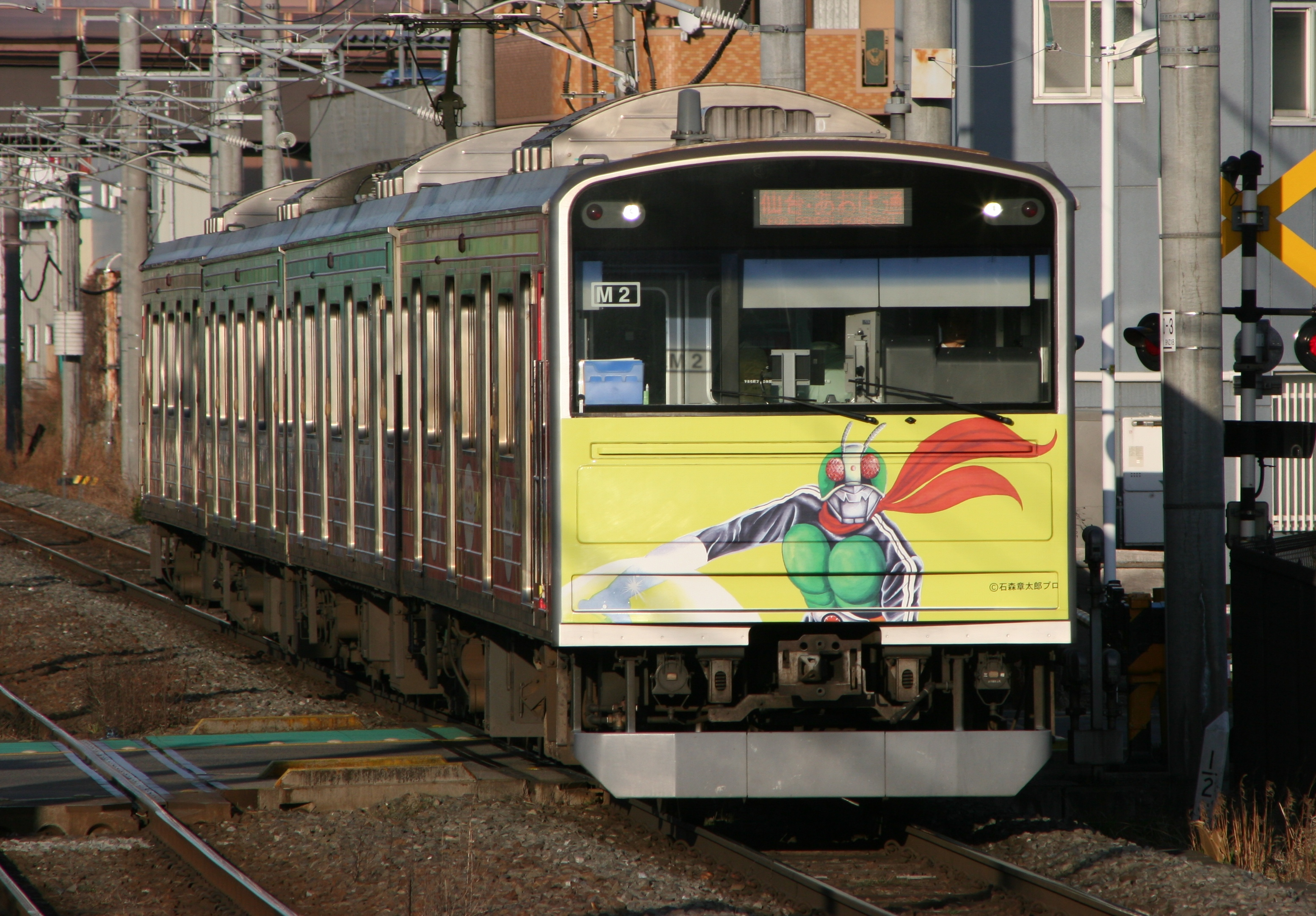
マンガッタンライナーII（仙石線）

#### 石巻線マンガッタンライナー（※運行終了）
石巻市と東日本旅客鉄道の共同事業により、石巻線では2013年3月23日から2015年5月31日（※運行終了）まで、石ノ森作品のキャラクターが描かれたラッピング列車「石巻線マンガッタンライナー」を2両2編成で運行した。描かれているキャラクターは以下の通り。
|         | 1両目 | 2両目 |
| ------- | --- | --- |
| 第1編成 | - 009 RE:CYBORG - 仮面ライダー - ロボット刑事 - 人造人間キカイダー - 秘密戦隊ゴレンジャー - ちゃんちきガッパ - ドッグワールド - ザ・スターボウ - サイボーグ009 | - サイボーグ009 - シージェッター海斗 - ドンキッコ - チクタク大冒険 - フラッシュZ                                                          |
| 第2編成 | - 仮面ライダー - さるとびエッちゃん - 秘密戦隊ゴレンジャー - 千の目先生 - ジュン - 009ノ1 - サイボーグ009                                                      | - 009 RE:CYBORG - がんばれロボコン - 原始少年リュウ - アンドロイドV - 王アラジン - 番長惑星 - オーとうちゃん - キキちゃん - サイボーグ009 |

#### 仙石東北ライン マンガッタンライナー
2022年1月、4代目となる「マンガッタンライナー」がJR仙台駅と石巻駅を結ぶ仙石東北ラインに登場した。HB-E210系4両編成のうちの2両分がマンガッタンライナーとしてラッピングが施されており、「夢」編成の2車両と「風」編成の2車両が運行している。

### JR石巻駅
街づくりまんぼうからの要望により、石巻駅舎はマンガッタンライナーの運行開始と同時に改装された。駅構内や駅舎の屋根に石ノ森作品のキャラクターのモニュメントを設置し、ガラス窓や屋根、壁面、コインロッカーには同キャラクターのイラストを描いている。また、当時の石巻駅長のアイデアにより、同キャラクターで彩られた喫茶店「マンガッタンカフェ　えき」を開店した（2003年7月17日開店）。

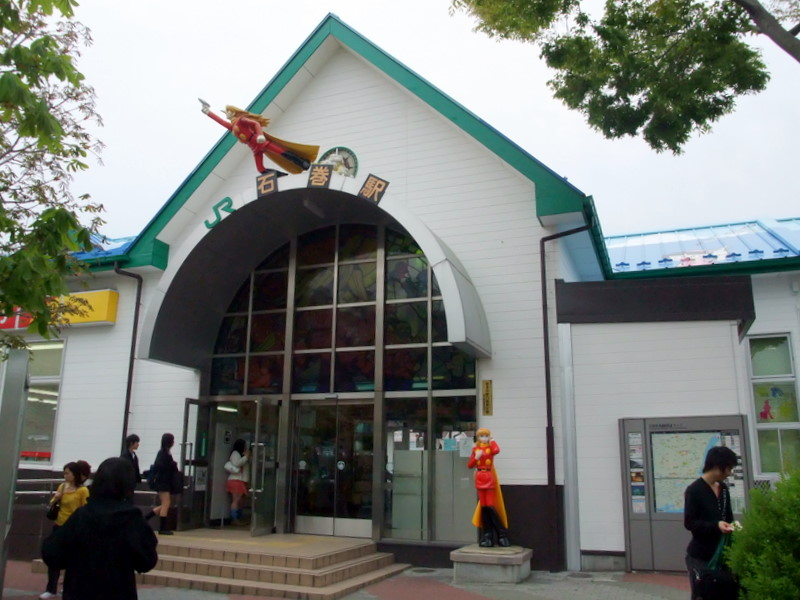
石巻駅
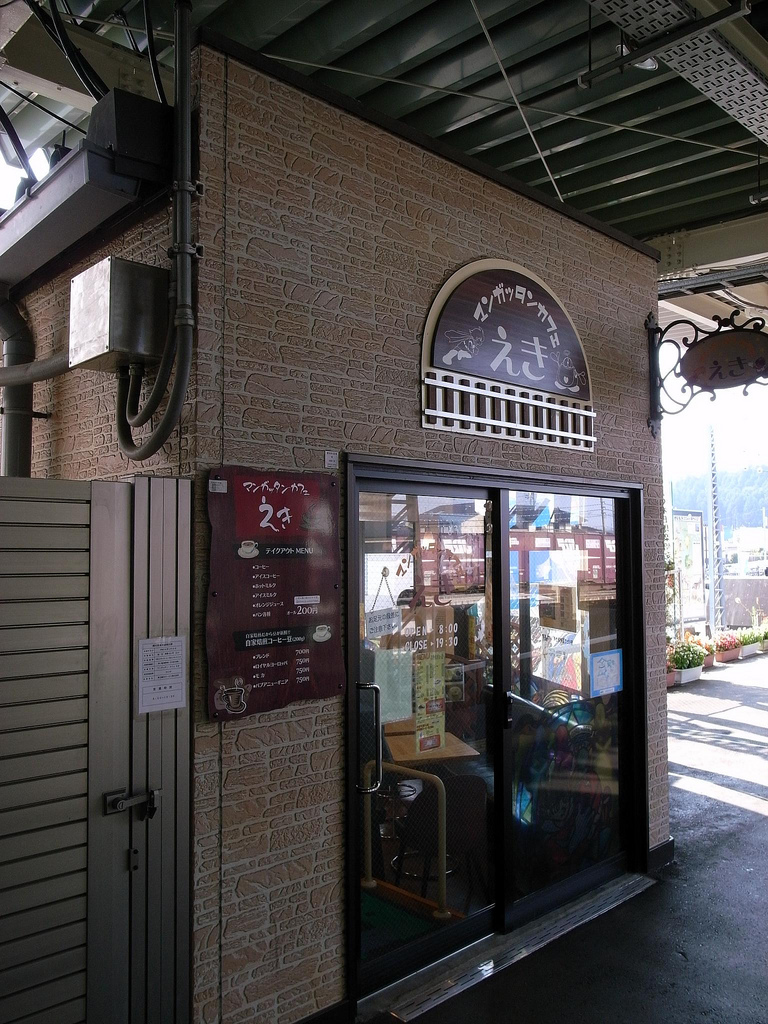
マンガッタンカフェ えき

## 東日本大震災の影響

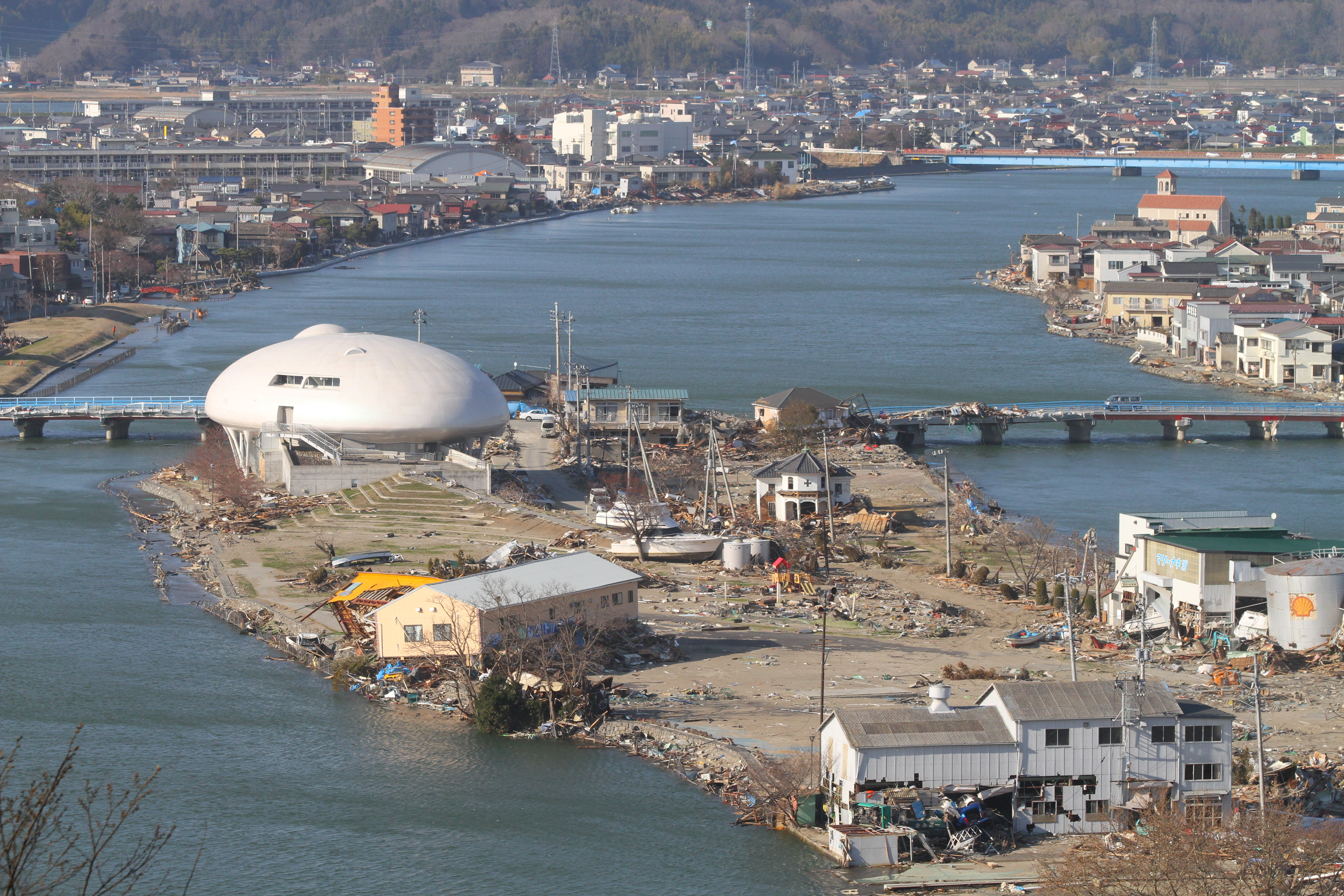
東日本大震災から1か月後の光景

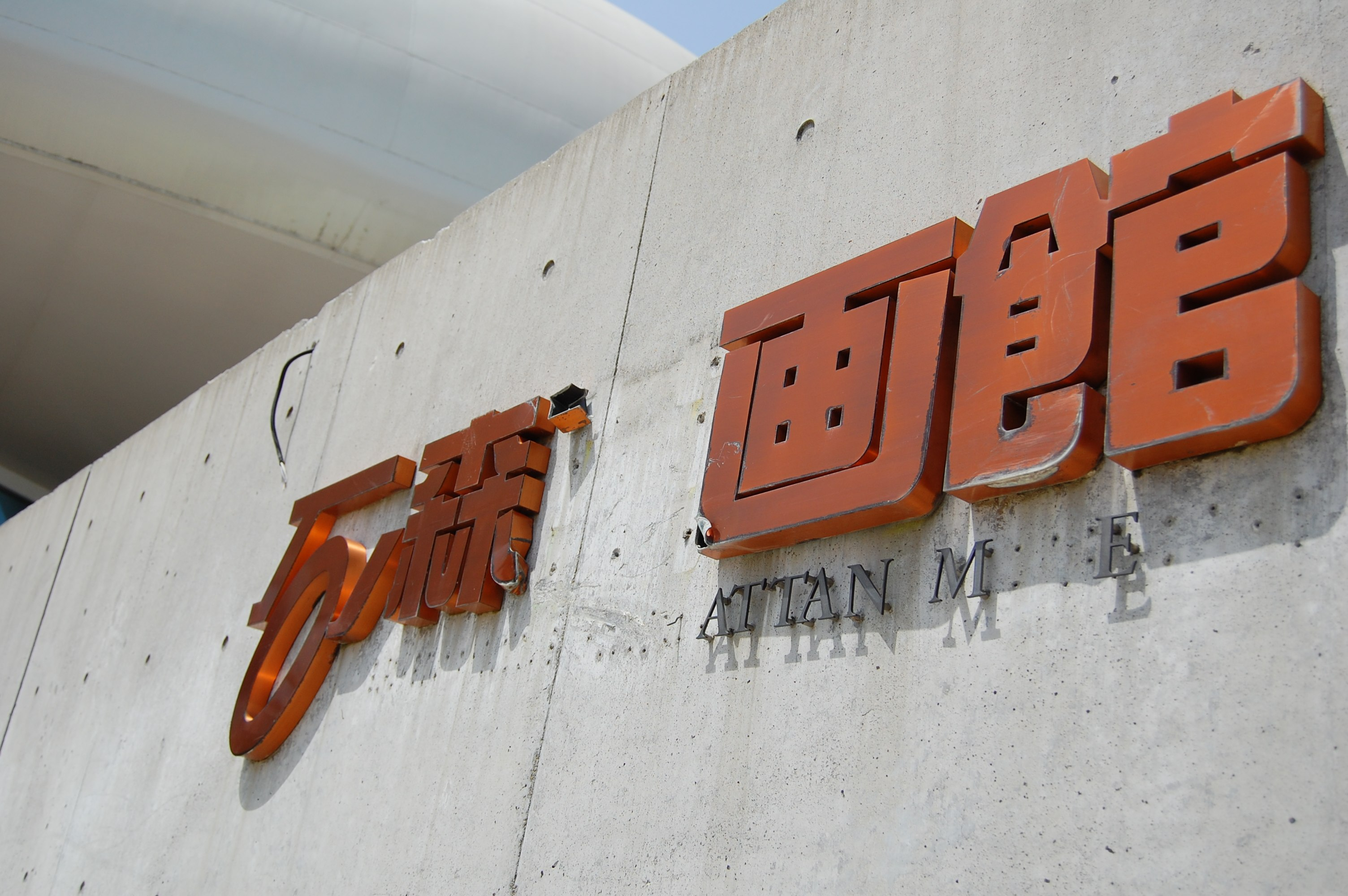
入口。津波により「萬」などの字が取れている。

### 発生
東北地方太平洋沖地震発生直後、来館者約40人は高台へと避難する。その後、大津波警報が発令されたため、臨時休館し、防火責任者である男性職員1人を除き職員は全員帰宅した。
地震発生から1時間後、高さ5メートルほどの津波が石ノ森萬画館へ直撃する。この時、男性職員は、3階まで駆け上がり津波から逃れた。

### 臨時避難所としての5日間
津波が引き、中瀬と川の両岸を結ぶ内海橋の上に取り残された人々や、濁流に流されてきた人を発見した男性職員は、彼らを石ノ森萬画館内へ誘導する。男性職員と避難者約40人は救助を待ち、館内で5日間を過ごした。

### 被害
施設は旧北上川の河口に近い中州にあり、津波により1階部分が天井近く（高さ5.5ｍ）まで浸水し、1階事務所、受付まわりおよび展示物、ミュージアムショップの商品が流失するなどの大きな被害を受ける。
チリ地震による津波の教訓から1階の天井が8メートルと高めに設計され、原画の保管や展示は2階、3階部分で行っていたため、館内に収蔵された物品や、避難者への被害はなかった。
とはいえ館施設・建物のダメージおよび周辺地域の深刻な被害状況から即座に再開することは無理と判断し、長期休館することになる。
「石巻マンガロード」では、設置していた19体のモニュメントのうち、『シージェッター海斗』、『人造人間キカイダー』の2体が流失した。

### 復興

#### 通信販売の再開
震災から3か月経った2011年6月、石ノ森萬画館内のミュージアムショップの通信販売を再開する。
同ミュージアムショップ内で限定発売されていた商品のひとつに石巻市のローカルヒーロー『シージェッター海斗』のテーマソングCD「シージェッター海斗」があったが、先述のとおり津波により流失した。そのため、同曲を歌唱、作詞した石巻市出身の歌手遠藤正明は、同曲を作曲した影山ヒロノブ、同じ芸能事務所SOLID VOXに所属するきただにひろしとともに、同曲および新曲収録したCD「不滅のヒーロー SEAJETTER KAITO」を制作し、同年8月から同店で販売している。

#### 修繕工事
2012年3月に行われた石巻市議会にて約7億5千万円の改修予算案が承認され、石ノ森萬画館の修繕工事が決定した。同年6月に修繕工事を開始する。
同年9月、石巻市は同年11月17日に石ノ森萬画館を再開することを発表した。
同年11月上旬、修繕工事が完了する。

#### イベント

##### 萬画館探検隊
2012年5月4 - 5日、修繕工事前の石ノ森萬画館内部公開イベント『萬画館探検隊』を開催し、約300人が参加した。

##### 石ノ森萬画館開館11周年記念イベント
2012年7月22日、石巻市内の仮設商店街で、石ノ森萬画館開館11周年記念イベントを開催し、東京国際アニメフェア実行委員会から寄贈された『人造人間キカイダー』のモニュメントの除幕式を挙行した。

##### 石ノ森萬画館PRESENTS アニぱら音楽館 EXTREME LIVE in石巻
石ノ森萬画館の再開に先がけ、2012年10月20日、石ノ森萬画館にてテレビ番組『アニぱら音楽館』（キッズステーション）の公開収録ライブ『石ノ森萬画館PRESENTS アニぱら音楽館 EXTREME LIVE in石巻』を開催する。遠藤正明、影山ヒロノブ、YOFFY、きただにひろし、水木一郎、高橋秀幸、高取ヒデアキ、石川智晶、Geroの9人の歌手が出演した。